# IC 4514
IC 4514 est une galaxie spirale barrée de séquence de Hubble SB(s)ab dans la constellation du Bouvier. Elle se trouve à environ 412 millions d'années-lumière de la Voie lactée. L'objet a été découvert par Stéphane Javelle le 26 juillet 1895.